# Quadriennale de Rome

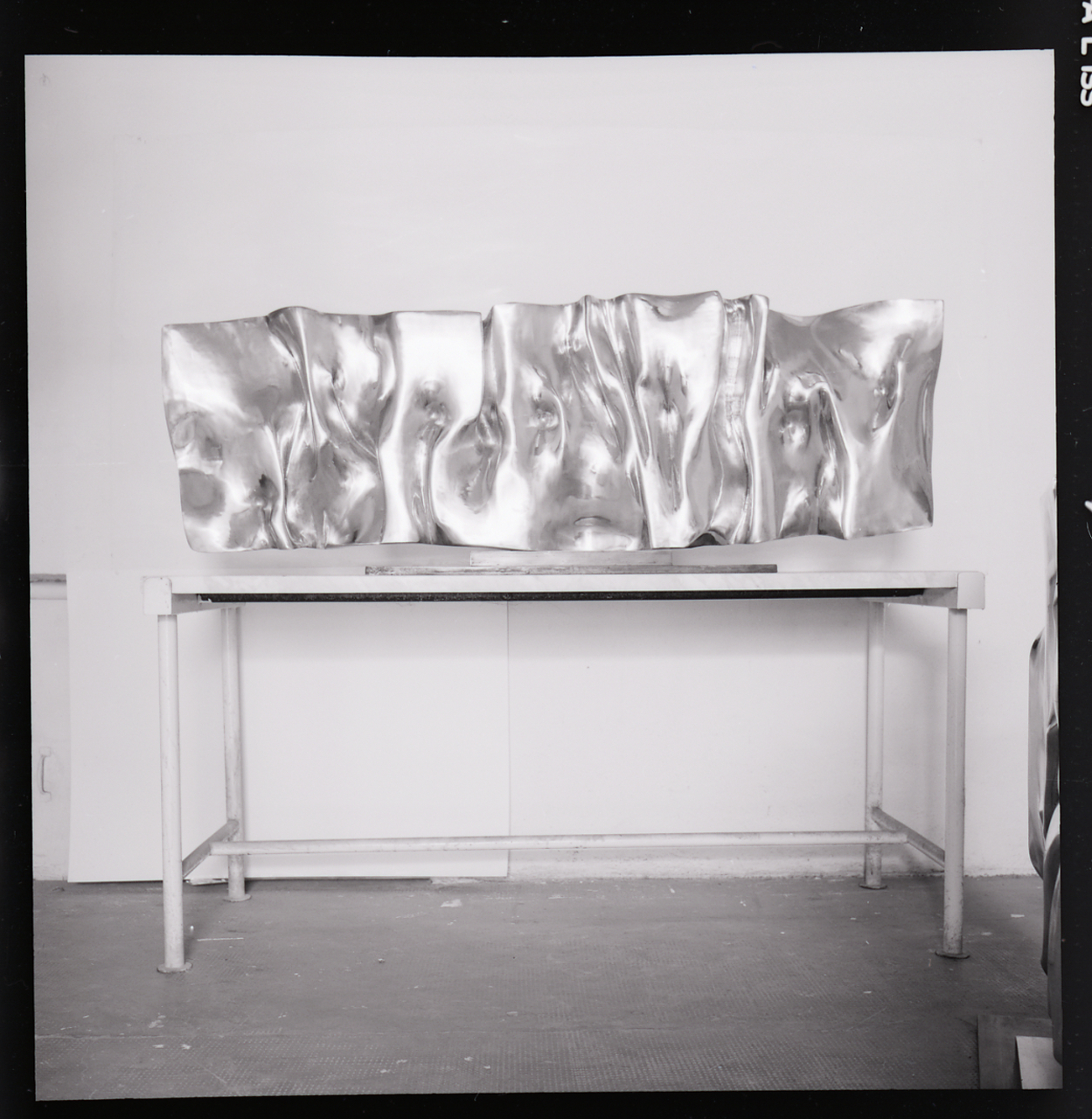
Sculpture par Giò Pomodoro pour la IX Quadriennale de Rome. Photo par Paolo Monti.

La Quadriennale de Rome (en italien Quadriennale di Roma), est une fondation pour la promotion de l'art contemporain italien. Son siège est à Rome.
Son nom provient du fait qu'elle est tenue d'organiser une exposition tous les quatre ans.

## Histoire
Elle a été créée en 1927. Depuis 2004 son siège est dans le complexe monumental de la Villa Carpegna.